# Панахида Євген Олександрович
Євге́н Олекса́ндрович Панахида — солдат Збройних сил України, учасник російсько-української війни.
Брав участь у боях за Дебальцеве.
Живе в селі Птахівка[джерело?]

## Нагороди
За особисту мужність і героїзм, виявлені у захисті державного суверенітету та територіальної цілісності України, вірність військовій присязі під час російсько-української війни нагороджений
- орденом «За мужність» III ступеня (27.11.2014).
- орденом «За мужність» II ступеня (15.3.2015).